# Disocactus phyllanthoides
A Disocactus (régi nevén Nopalxochia) phyllanthoides egy epifita kaktusz, melyet látványos rózsaszín virágaiért már az aztékok is régóta termesztettek nopalxochit néven.

## Elterjedése és élőhelye
Mexikó: Puebla, Veracruz  állam. 1500–1850 m tengerszint feletti magasságban.

## Jellemzői
Valamelyest csüngő habitusú növény, ágai lándzsa alakúak, a középér tisztán kivehető a szártag bázisától felfelé haladva, vékony tövisei szabályosan rendben állnak. Szára világoszöld. Virágai rózsaszínűek, 100 mm hosszúak, pericarpiuma szögletes, vörös pikkelylevelekkel fedett. Külső szirmai lándzsa alakúak, a belsők kisebbek, spatulaszerűek, elkülönült kört alkotnak. Porzószálai és a bibe fehérek. Termése ellipszoid-szögletes vörös bogyó, kopasz, 30–40 mm hosszú.

## Rokonsági viszonyai
A Nopalxochia subgenus tagja. A Disocactus speciosus fajjal keresztezve hozták létre a Disocactus X hybridus-t, fontos szülőfaja az X Epicactus („Epiphyllum”) hibrideknek.

## Változatok
- 'Deutsche Kaiserin': virágai kisebbek, világosabb színűek, a belső szirmok jobban elkülönülnek a külsőktől.

## Képek

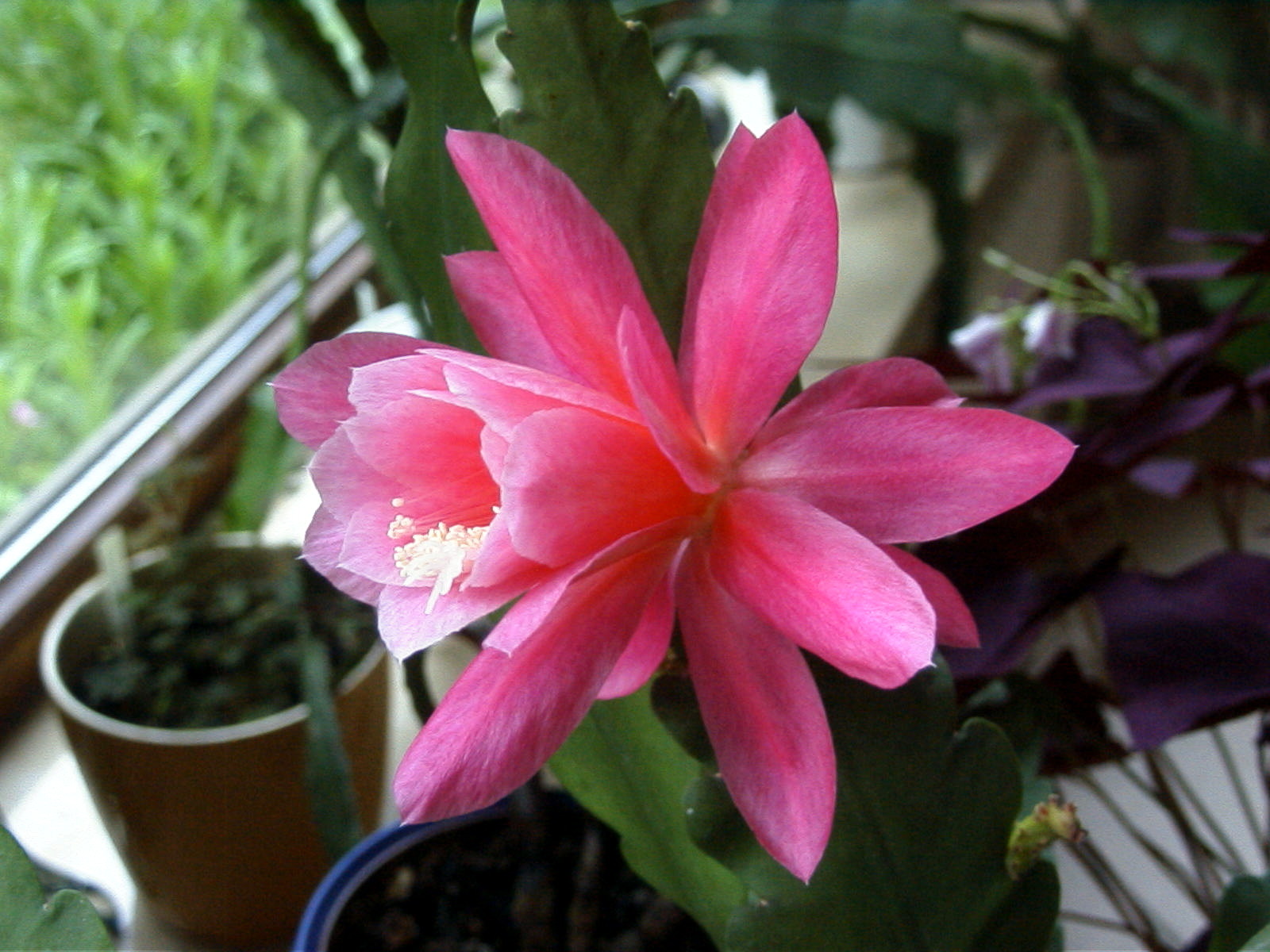
Disocactus phyllanthoides 'Deutsche Kaiserin'
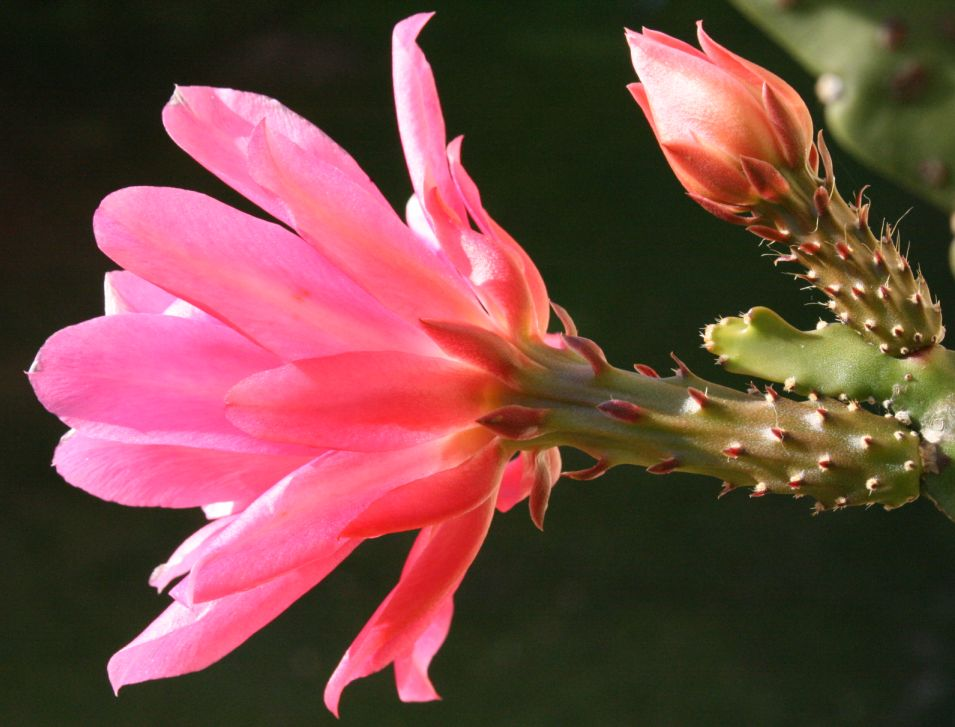
Disocactus phyllanthoides